# Oficina Australiana de Estadística

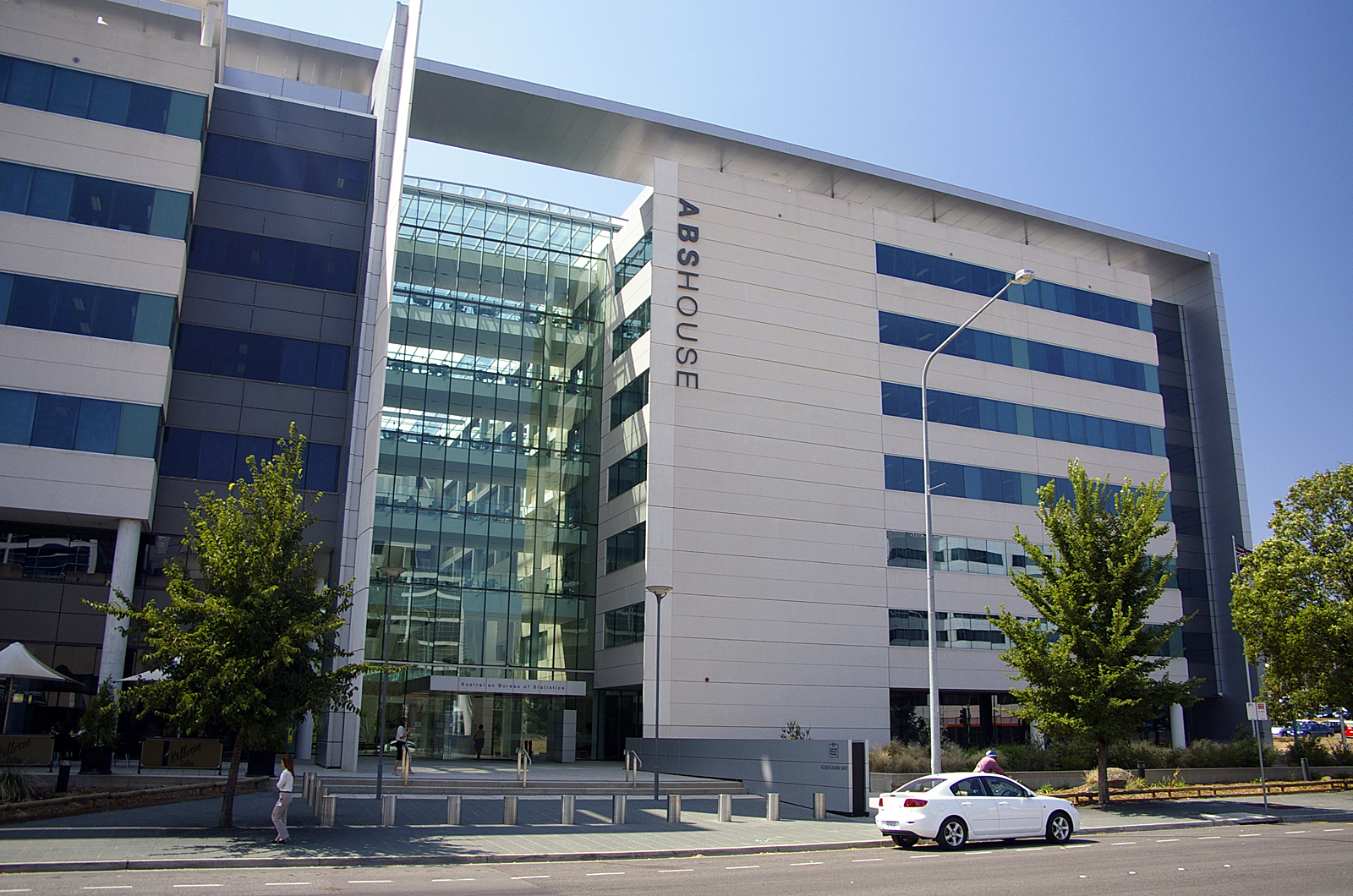
ABS House, las oficinas centrales de la Australian Bureau of Statistics.

La Oficina Australiana de Estadística (en inglés: Australian Bureau of Statistics, ABS) es la oficina australiana de estadística. En un principio fue denominada Commonwealth Bureau of Census and Statistics (Oficina de Censo y Estadística de la Mancomunidad), y comenzó su actividad el 8 de diciembre de 1905. La Constitución australiana dio al gobierno el poder de recoger la información del censo y estadística. 
El trabajo de la ABS es ayudar al gobierno australiano a tomar las decisiones correctas basados en la información correcta. El ABS tiene un censo cada 5 años y recoge información sobre toda la población de Australia. El último censo se realizó el 8 de agosto de 2006. Los resultados de los censos están disponibles en el sitio web de ABS.

## Anuario de Australia
Cada año, el ABS lanza un libro sobre Australia, llamado el Anuario de Australia. En él se detallan la economía y las condiciones de vida del país. También cuenta con detalles acerca de la geografía y el clima de Australia, las relaciones internacionales, defensa, educación, salud y los sistemas de protección social.
En abril de 2008, la ABS dijo que no disponía de fondos suficiente para elaborar la edición de 2009 del anuario.